# Modern Librarys 100 bästa romaner
Modern Librarys 100 bästa romaner (engelska: Modern Library's 100 Best Novels) är en rankinglista, framtagen 1998, bestående av de bästa engelskspråkiga romanerna från 1900-talet utgivna av förlaget Random House, utvalda av förlagets imprint Modern Library. Urvalet gjordes 1998 utifrån en lista på 400 romaner utgivna av Random House.
Syftet med listan var att "uppmärksamma allmänheten på Modern Library" och stimulera försäljningen av dess böcker. Redaktionen som gjorde urvalet bestod av Daniel Boorstin, A.S. Byatt, Christopher Cerf, Shelby Foote, Vartan Gregorian, Edmund Morris, John Richardson, Arthur M. Schlesinger, William Styron och Gore Vidal. Alla utom Gregorian hade Random House eller något av dess dotterbolag som förläggare.

## Listan i urval
| Plats | Titel                                      | Författare          | År        | Land           |
| ----- | ------------------------------------------ | ------------------- | --------- | -------------- |
| 1     | Odysseus                                   | James Joyce         | 1922      | Irland         |
| 2     | Den store Gatsby                           | F. Scott Fitzgerald | 1925      | USA            |
| 3     | Porträtt av konstnären som ung             | James Joyce         | 1916      | Irland         |
| 4     | Lolita                                     | Vladimir Nabokov    | 1955      | USA/Ryssland   |
| 5     | Du sköna nya värld                         | Aldous Huxley       | 1932      | Storbritannien |
| 6     | Stormen och vreden                         | William Faulkner    | 1929      | USA            |
| 7     | Moment 22                                  | Joseph Heller       | 1961      | USA            |
| 8     | Natt klockan tolv på dagen                 | Arthur Koestler     | 1940      | Storbritannien |
| 9     | Söner och älskande                         | D.H. Lawrence       | 1913      | Storbritannien |
| 10    | Vredens druvor                             | John Steinbeck      | 1939      | USA            |
| 11    | Under vulkanen                             | Malcolm Lowry       | 1947      | Storbritannien |
| 12    | Alla dödligas väg                          | Samuel Butler       | 1903      | Storbritannien |
| 13    | 1984                                       | George Orwell       | 1949      | Storbritannien |
| 14    | Jag, Claudius                              | Robert Graves       | 1934      | Storbritannien |
| 15    | Mot fyren                                  | Virginia Woolf      | 1927      | Storbritannien |
| 16    | En amerikansk tragedi                      | Theodore Dreiser    | 1925      | USA            |
| 17    | Hjärtat jagar allena                       | Carson McCullers    | 1940      | USA            |
| 18    | Slakthus 5                                 | Kurt Vonnegut       | 1969      | USA            |
| 19    | Osynlig man                                | Ralph Ellison       | 1952      | USA            |
| 20    | Son av sitt land                           | Richard Wright      | 1940      | USA            |
| 21    | Regnkungen Henderson                       | Saul Bellow         | 1959      | Kanada/USA     |
| 22    | Möte i Samarra                             | John O'Hara         | 1934      | USA            |
| 23    | "U.S.A." (trilogi)                         | John Dos Passos     | 1930–1936 | USA            |
| 24    | Den lilla staden                           | Sherwood Anderson   | 1919      | USA            |
| 25    | En färd till Indien                        | E.M. Forster        | 1924      | Storbritannien |
| 26    | The Wings of the Dove                      | Henry James         | 1902      | USA            |
| 27    | The Ambassadors                            | Henry James         | 1903      | USA            |
| 28    | Natten är ljuv                             | F. Scott Fitzgerald | 1934      | USA            |
| 29    | "Studs Lonigan" (trilogi)                  | James T. Farrell    | 1932–1935 | USA            |
| 30    | Sorgligast av historier                    | Ford Madox Ford     | 1915      | Storbritannien |
| 31    | Djurfarmen                                 | George Orwell       | 1945      | Storbritannien |
| 32    | The Golden Bowl                            | Henry James         | 1904      | USA            |
| 33    | Syster Carrie                              | Theodore Dreiser    | 1900      | USA            |
| 34    | En handfull stoft                          | Evelyn Waugh        | 1934      | Storbritannien |
| 35    | Medan jag låg och dog                      | William Faulkner    | 1930      | USA            |
| 36    | Alla kungens män                           | Robert Penn Warren  | 1946      | USA            |
| 37    | San Luis bro                               | Thornton Wilder     | 1927      | USA            |
| 38    | Howards End                                | E.M. Forster        | 1910      | Storbritannien |
| 39    | Gå och förkunna det på bergen              | James Baldwin       | 1953      | USA            |
| 40    | Hjärtpunkten                               | Graham Greene       | 1948      | Storbritannien |
| 41    | Flugornas herre                            | William Golding     | 1954      | Storbritannien |
| 42    | Flodfärd                                   | James Dickey        | 1970      | USA            |
| 43    | "A Dance to the Music of Time" (romansvit) | Anthony Powell      | 1951–1975 | Storbritannien |
| 44    | Kontrapunkt                                | Aldous Huxley       | 1928      | Storbritannien |
| 45    | Och solen har sin gång                     | Ernest Hemingway    | 1926      | USA            |
| 46    | Anarkisten                                 | Joseph Conrad       | 1907      | Storbritannien |
| 47    | Nostromo                                   | Joseph Conrad       | 1904      | Storbritannien |
| 48    | Regnbågen                                  | D.H. Lawrence       | 1915      | Storbritannien |
| 49    | Kvinnor som älska                          | D.H. Lawrence       | 1920      | Storbritannien |
| 50    | Kräftans vändkrets                         | Henry Miller        | 1934      | USA            |